# Liganj
Liganj (en italien : Ligani) est une localité de Croatie située en Istrie et dans la municipalité de Lovran, comitat de Primorje-Gorski Kotar. En 2001, la localité comptait 289 habitants.

## Démographie
| 1948 | 1953 | 1961 | 1971 | 1981 | 1991 | 2001 |
| ---- | ---- | ---- | ---- | ---- | ---- | ---- |
| 348  | 290  | 318  | 282  | 252  | 306  | 289  |